# Nicolás de Cusa
Nicolaus von Kues o Nicolás de Cusa (Cusa, Tréveris, 1401-Todi, Umbría, 11 de agosto de 1464) fue un teólogo y filósofo, considerado el padre de la filosofía alemana y personaje clave en la transición del pensamiento medieval al del Renacimiento, uno de los primeros filósofos de la modernidad. Entre otras contribuciones, se le recuerda por ser el primer personaje importante en desenmascarar con éxito la completa falsedad de la Donación de Constantino, hábilmente urdida por el papa Esteban II (752-757) e ideada por un funcionario papal llamado Cristóforo.
Estudió griego y hebreo además de filosofía, teología, matemáticas, astronomía y muchas otras disciplinas. A los veintidós años de edad obtuvo el doctorado en Derecho canónico, y en 1448 fue nombrado cardenal.

## Biografía

### Juventud
Hijo del naviero Johan Cryfts y de Katherina Roemer. Su nombre primitivo era Nicolaus Krebs o Chrypffs, pero fue conocido por Nicolás de Cusa por la ciudad en que nació, Kues.
En 1425 se matriculó en teología en la Universidad de Colonia, donde estudió las doctrinas de Alberto Magno, el platonismo y Raimundo Lulio. Desde 1426 fue secretario del legado papal (Orsini), lo que le permitió acceder al círculo de los humanistas e introducirse en el mundo de la política eclesiástica. Él mismo se dedicó al estudio de códices, descubriendo hasta ochocientos textos de Cicerón y, en 1429, uno con dieciséis comedias de Plauto que entregó al cardenal Orsini, entre otros textos.
Ordenado presbítero en 1430, se doctoró en Derecho canónico. En 1431 participó en el Concilio de Basilea, donde entabló amistad con Juan de Segovia. Entre 1432–1436 defendió de manera activa el conciliarismo, pero la radicalización antipapal del concilio le desconcierta y se reconcilia con las tesis del papa, convirtiéndose en su apoyo intelectual más relevante. Intervino en las negociaciones que consiguieron un breve periodo de conciliación entre las iglesias católica y ortodoxa y en la cuestión husita, predicó la cruzada contra los turcos y medió en la pacificación de las relaciones entre Francia e Inglaterra.
Identificado como antiaristotélico o antiescolástico, introdujo la noción de coincidentia oppositorum (coincidencia de opuestos), que es Dios, para superar todas las contradicciones de la realidad. Fue uno de los primeros filósofos en cuestionar el modelo geocéntrico del universo.

### Cardenal
En 1448 es nombrado cardenal y obispo de Bresanona. El duque Segismundo no acepta el nombramiento. Destacando sobre todo en su actividad política como legado papal, se empeñó en hacer una reforma de la Iglesia, y fue un gran conciliador de posturas confrontadas, llegando incluso a unificarlas. En 1459 el papa Pío II le nombra camarlengo del Colegio Cardenalicio y vicario general. Entabló amistad con el médico Paolo Toscanelli. Inventó las lentes cóncavas para tratar la miopía.

## Pensamiento filosófico
- Todo conocimiento va desde lo conocido a lo desconocido mediante el establecimiento de proporcionalidades.

- No existe proporción perfecta entre la cosa conocida y nuestro conocimiento de ella ni, en general, entre lo medido y la medida. La ciencia humana es, por ello, conjetural.

- Dios es ratio essendi y ratio cognoscendi de toda la realidad; de modo que en cualquier investigación filosófica tiene por horizonte a Dios. No hay pregunta ni ente que no suponga necesariamente a Dios como su principio.

Nicolás de Cusa parte de una idea por la que entiende que todo lo creado, incluido el hombre, es imagen de Dios. Todo es manifestación de un único modelo, pero no es una copia, sino un signo de ese Ser Supremo.
A través de las cosas materiales nos podemos acercar al Ser Supremo, pero el Ser Supremo es inalcanzable, porque como la imagen no es perfecta el Ser Supremo es inalcanzable.
“La verdad de la imagen no puede ser vista tal como es en sí a través de la imagen porque la imagen nunca llega a ser el modelo” toda perfección viene del ejemplar que es razón de las cosas. Este es el modo como Dios reluce en las cosas. Como consecuencia el Absoluto es incomprensible, puesto que lo invisible no puede reducirse a lo visible, lo infinito no se encuentra en lo finito. Como dirá: “Porque en Dios se produce una contradicción” se debe a que Dios es lo Absoluto y a la vez es lo uno y múltiple.
Nosotros conocemos por comparación, por diferenciación, al separar una cosa de otra se sabe qué es cada cosa. Así por comparación se adquiere el conocimiento.
Hay que acercarse a lo absoluto desde lo concreto que es visible, de este modo lo invisible se hace visible, por lo menos a través de sus señales. Dios es la síntesis de contrarios, de la unidad y de la multiplicidad a la vez. Por eso Dios no es captado en ningún objeto porque ningún objeto le limita, por eso Dios es lo no otro, lo cual expresa un doble significado:
1. Que Dios no se ha separado del mundo, sino que es aquello que constituye su propio ser.
2. Al anunciar el no otro, está anunciando: Que la unidad no se encuentra determinada en nada concreto.
“Dios es todo en el todo y no es, sin embargo, nada en el todo.”

### De docta ignorantia
Las ignorancias de una mente infinita frente a una finitud no es la indiferencia. El reconocimiento de la ignorancia es una ignorancia instruida, docta. Sin embargo, la naturaleza intelectiva, es decir, aquella porción del ser, o del espíritu humano, que desarrolla la actividad intelectual, se siente atraída por conocer lo incomprensible. Enfrentados a "lo verdadero" de algo, se produce una transición de la mente en dos direcciones, por un lado, la necesidad de compartir lo conocido, que suele ser representado como un retorno, y por otro el descubrimiento de "lo verdadero" conlleva el surgimiento de nuevas dudas, nuevas inquietudes a la que nos atrae una natural pregustación (gusto previo al degustar) que nos impulsa a seguir buscando. Con ello se bosqueja en el espíritu humano una aspiración hacia la sabiduría, como unificación del dato, anecdótico y específico, con el conocimiento integrador, tanto de datos, como de valoraciones morales, constituyéndose así, en una camino de acercamiento hacia Dios, en la visión teológica, aun reconociendo que el sabio es ahora quien se percata de que no puede alcanzar a Dios, la plenitud del conocer.
Dios es inaprensible, inalcanzable.
La docta ignorancia no es trascendente, es decir, que no trasciende no supera la propia ignorancia. Se puede llegar a reconocer la propia ignorancia, pero este reconocimiento no implica que se llegue a conocer aquello que se ignora, pero supone un paso en tal dirección. La sabiduría no viene de fuera infundida, lo externo, incluidas las enseñanzas de los demás, incluidos los maestros, son sólo datos y, al requerirse de integración racional y emocional, esta sólo puede alcanzarse con el reconocimiento de que la sabiduría está dentro de uno mismo. Con ello se logra una armonización con los antiguos preceptos que invitan al autoconocimiento (gnose te ipsum). Esto crea un choque con la modernidad. 
El conocimiento surge de uno mismo. La mente se adecua y crece, aun sabiendo que nunca alcanzará lo Absoluto, pero va avanzando.
La docta ignorancia plantea la dicotomía entre dato sensible, de importancia fundacional para el conocimiento, asentándolo como fundamento sensible, al considerar que todo lo que la mente y el espíritu pueden procesar, son consecuencias de los datos percibidos por los órganos sensoriales, pero por otro lado reconoce que estos "datos" no son conocimiento ni menos aún, sabiduría, sino que esta es la consecuencia del procesamiento intelectual de los datos, de modo que la sabiduría se "desprende" del dato sensible que ofrece la experiencia.
El Cusano plantea que la herramienta mental usada para lograr ese "desprender" de la experiencia, el conocimiento trascendente que conforma la sabiduría, es la razón, en cuanto herramienta de la mente. Kant limitaría el uso de esta herramienta al mundo sensible o físico y diría que, en el plano que supera lo físico, esto es, en el plano metafísico, la razón parecería una herramienta de limitado uso.
El Cusano parece vislumbrar algo parecido, por una vía en parte mística, en parte filosófica, al decir que "el distinguir no es Absoluto" puesto que toda "distinción" implica una delimitación y una diferenciación, la que a su vez implica una división, consecuencias propias del uso de la razón y, que están en abierta oposición al concepto de Absoluto, que más bien se relaciona con la idea de "Todo" o de Omnipresencia.
Para poder encontrar el verdadero conocimiento, hay que separarse de las características de las cosas y encontrar la esencia de las cosas. Y hay que buscar lo que hace que la cosa sea lo que es, desprendiéndose de todo lo que no la hace única, para encontrar la cualidad o categoría esencial. Lo que permite encontrar la cualidad en el límite pequeño.
Esto es: todo elemento particular oculta un conocimiento de aquello a lo que, el elemento particular, representa. Una manzana específica no nos permite conocer la idea de manzana, si no se logra una abstracción o separación de las cualidades particulares de una manzana específica, en la medida en que se "desprenden" o separan las características que le son propias a la manzana que está en nuestras manos, logramos encontrar la idea que es propia de todas las manzanas. Así, al concentrarnos en lo que hace que "esta manzana que está en mis manos" sea una manzana y no "sólo esta manzana", se puede formar la "idea de manzana".
Por ejemplo: en lo más pequeño del hombre encontramos la Humanidad.
Hay que prescindir de la extensión de la experiencia para hallar el mundo, para captar el concepto puro, aunque no se capta de modo completo.
El intelecto capta la cualidad, mientras que la experiencia capta la extensión, por asimilación se captan los objetos y por comparación con nuestros modelos conocemos. Cuando reconocemos algo que nuestro propio intelecto (imagen de lo Absoluto que está en nosotros) tiene como modelo por medio de la experiencia sensible.

Entonces mediante los actos de su vida intelectiva, encuentra en sí mismo descrito lo que busca. Tienes que entender esta descripción como un resplandor del ejemplar de todas las cosas, a la manera como la verdad resplandece en su imagen.
La mente V, pág. 70

Y la mente no se sacia todavía, porque no intuye la verdad precisa de todo, sino que intuye la verdad en una cierta necesidad determinada que posee cada cosa en cuanto que una es de un modo y otra de otro, y cada una está compuesta de sus partes. Y la mente ve que este modo de ver no es la verdad misma, sino una participación de la verdad de modo que una cosa es verdadera de un modo y otra de otro, alteridad que no puede nunca convenir a la verdad misma, considerada en su precisión absoluta e infinita. Por ello la mente, mirando su propia simplicidad, es decir, no sólo abstraída de la materia sino también incomunicable con la materia, o sea, en el modo de una forma no unible se sirve de esta simplicidad como instrumento para asimilarse a todas las cosas-
Diálogos del Idiota VII, pág. 78

La mente es imagen de Dios y en la mente se halla todo el conocimiento. La mente no se conforma con la asimilación.
Se encuentra la plenitud del ser en cada una de sus formas y no se sacia con esto y busca la esencia de todo ello. Busca la simplificación absoluta, la unificación, el Ser en sí, lo Absoluto, inaprensible, el principio de lo Absoluto de las esencia.
Es la tendencia a lo Absoluto inevitable para la razón humana, para ir más allá de la alteridad, y que nunca llega a alcanzarse, es inaprensible.

## Como reformador
Durante los siglos XIV y XV se realizaron varias reformas dentro de la misma Iglesia católica. Nicolás de Cusa fue el impulsor de la reforma en los países germánicos. Educado por los Hermanos de la Vida Común y dentro de la Devotio moderna —un movimiento reformador nacido en los Países Bajos y fundado por otro reformador Gerardo Groote— Nicolás de Cusa llegó a Alemania como cardenal con el objetivo de reformar la iglesia germánica. Inició su tarea en Salzburgo, donde celebró un concilio provincial con vista a la reforma del clero y a la mayor unión con el Papa de Roma. Luego pasó a Viena y envió visitadores apostólicos a monasterios benedictinos y agustinos. Siguió su visita a Núremberg, Érfurt y Magdeburgo. En algunos lugares prohibió cultos supersticiosos. En los Países Bajos visitó el Monasterio de Windesheim y las ciudades de Utrecht, Haarlem, Nimega, Maastricht y Lieja.
A fines del siglo XV un contemporáneo resumía así la labor de Nicolás de Cusa:

Apareció en Alemania como un ángel de luz y de paz en medio de tanta tiniebla y confusión. Restableció de nuevo la unidad de la Iglesia, robusteció la autoridad de su cabeza suprema y esparció rica semilla de nueva vida.

## Cosmología
Se plantea una imagen del mundo que es imagen de Dios. Si Dios es lo unitario y lo infinito a la vez, el mundo también es infinito. Este es el paso radical a la física moderna: si el Universo es infinito, no tiene fin, se extrae, pues, que no existe centro del Universo, por lo que la Tierra no es el centro del Universo, por lo que tampoco existe un punto de referencia, todo es relativo y no hay un lugar de privilegio en el Universo. Tampoco hay quietud, sino que todo está en movimiento, incluido el Sol. Que no nos percatemos del movimiento, no significa que no exista.
Nicolás de Cusa también especuló sobre la existencia de otros mundos y esta idea fue retomada más de cien años después por Giordano Bruno, quien había leído su obra.

## Escepticismo a la brujería
Nicolás de Cusa se opuso a la idea de que seres humanos pudieran tener relaciones carnales con demonios ni que pudieran adoptar formas de animales.

## Influencia
Nicolás fue ampliamente leído, y sus obras se publicaron en el siglo XVI tanto en París como en Basilea. Eruditos franceses del siglo XVI como Jacques Lefèvre d'Étaples y Charles de Bovelles lo citaron. Lefèvre incluso editó su Opera de 1514 en París. Sin embargo, no hubo tal cosa como una escuela cusana, y sus obras fueron en gran parte desconocidas hasta el siglo XIX, aunque Giordano Bruno lo citó, y se cree que algunos pensadores renacentistas y modernos, como Gottfried Leibniz, fueron influenciados por él. Estudiosos neokantianos comenzaron a trabajar sobre Nicolás en el siglo XIX, y la Heidelberger Akademie der Wissenschaften comenzó a realizar nuevas ediciones críticas en la década de 1930, que fueron publicadas por la Felix Meiner Verlag. A principios del siglo XX, fue aclamado por Ernst Cassirer como el "primer pensador moderno". y desde entonces se ha debatido mucho la cuestión de si debe considerarse una figura esencialmente medieval o renacentista. Es más, Cassirer presentó al Cusano como el punto focal simple (einfachen Brennpunkt) de la filosofía italiana del Renacimiento. Eminentes estudiosos como Eugenio Garin y Paul Oskar Kristeller cuestionaron la tesis de Cassirer, y llegaron a negar prácticamente cualquier vínculo considerable entre Nicolás de Cusa y Marsilio Ficino o Giovanni Pico. En las décadas siguientes aparecieron nuevas hipótesis sobre la relación entre Cusano y los humanistas italianos, más equilibradas y centradas en las fuentes.
Existen sociedades científicas y centros académicos dedicados a Nicolás de Cusa en la Argentina, Japón, Alemania, Italia, Estados Unidos y Gran Bretaña e Irlanda.

## Obras importantes
- 1434: De auctoritate praesidendi in concilio generali, una propuesta para resolver la cuestión de la presidencia sobre las deliberaciones del Concilio de Basilea.
- 1434: De concordantia catholica
- 1434/35: Reparatio kalendarii, una propuesta de reforma del calendario juliano.
- 1440: De Docta ignorantia.
- 1441-2: De coniecturis.
- 1441: Dialogus concludens Amedistarum errorem.
- 1444/1445: De Deo abscondito.
- 1445: De quaerendo Deum.
- 1445/1446: De date patris luminum.
- 1445: De transmutationibus geometricis
- 1445: De arithmetricis complementis.
- 1445: De filiatione Dei.
- 1445: De genes.
- 1449: Apologia doctae ignorantiae, una respuesta a los cargos de herejía y panteísmo de la escuela teológica de Heidelberg hizo John Wenck en su trabajo De ignota literatura.
- 1450: Idiota de mente. Formado por cuatro diálogos: De Sapientia I-II, De Mente III, and De staticis experimentis IV.
- 1453: De visione Dei.
- 1453: De pace fidei, escrito en respuesta a la noticia de la caída de Constantinopla en manos de los turcos.
- 1456: De theologicis complementis.
- 1457: Caesarea circuli quadratura.
- 1458: De beryllo, un breve tratado epistemológico utilizando un berilo o piedra transparente como la analogía fundamental.
- 1459: De aequalitate
- 1459: De principio
- 1459: Reformatio generalis, un tratado sobre la reforma general de la Iglesia encargado por el papa Pio II pero después ignorado por el mismo.
- 1460: De possest
- 1461: Cribratio Alkorani, evaluación acerca del Corán.
- 1462: De non aliud.
- 1462: De venatione sapientiae
- 1463: De ludo globi.
- 1463: Conpendium.
- 1463: De mathematicis complementis
- 1464: De apice theoriae..

## Eponimia
- El cráter lunar Cusanus lleva este nombre en su memoria.